# 터치 딕셔너리
터치 딕셔너리(Touch Dictionary)는 대원 C&A 홀딩스에서 개발한 닌텐도 DS용 전자 사전이다. 2005년 9월 9일 발매 후 국어 사전 증보판이 2007년 4월 23일에 발매되었다. 초기 이름은 '터치 딕'이었는데 영어 속어를 뜻한다고 해서 바꿨다. 사전 이외에도 계산기 기능이 있다.

## 지원 사전
- e4u 영한 사전
- e4u 한영 사전
- 시사 엘리트 일한 사전
- 민중 엣센스 新 한일 사전
- 대한민국 나라말 사전